# Liste der Brücken über den Rheintaler Binnenkanal
Die Liste der Brücken über den Rheintaler Binnenkanal enthält die Rheintaler-Binnenkanal-Brücken von Sennwald bis zum Übergang in den Alten Rhein beim Bruggerhorn in St. Margrethen.

## Brückenliste
69 Brücken überspannen den Kanal: 33 Strassenbrücken, 14 Fussgänger- und Velobrücken, 11 Feldwegbrücken, 3 Rohrträgerbrücken, 3 Wehrstege, 3 Eisenbahnbrücken, eine Gebäude-«Brücke» und eine Geröllsperre.
| Bild | Name                                              | Ort                   | Lage | Funktion                                                                          | Konstruktion               | Material    | Länge in m | Höhe m ü. M. | Bemerkungen |
| ---- | ------------------------------------------------- | --------------------- | ---- | --------------------------------------------------------------------------------- | -------------------------- | ----------- | ---------- | ------------ | --- |
|      | Trattstrasse-Übergang (über den Chelenbach)       | Sennwald              |      | Feldwegübergang                                                                   | Furt                       | Erdboden    | 15         | 547          | Mountainbike-Route 55 Wildmannli Bike (Etappe 2 Wildhaus – Altstätten) Wanderland-Route 86 Rheintaler Höhenweg (Etappe 4 Sennwald – Wildhaus) |
|      | Geschiebesperre (über den Chelenbach)             | Sennwald              |      | Bachverbauung                                                                     | Geröllsperre               | Beton       | 6          | 457          | |
|      | Dornen-Brücke (über den Chelenbach)               | Sennwald              |      | Strassenbrücke (zweispurig)                                                       | Balkenbrücke               | Beton       | 8          | 456          | Höchstgeschwindigkeit 50 km/h BOS-Buslinie 411 (Sennwald – Gams – Bendern) Veloland-Route 2 Rhein-Route (Etappe 4 Buchs (SG) – St. Margrethen) und Route 9 Seen-Route (Etappe 10 Buchs (SG) – Rorschach) |
|      | Dornen-Steg (über den Chelenbach)                 | Sennwald              |      | Fussgängerbrücke                                                                  | Balkenbrücke               | Beton       | 8          | 456          | Skatingland-Route 62 Föhn Skate |
|      | Brücke bei Dornen (über den Chelenbach)           | Sennwald              |      | Feldwegbrücke                                                                     | Balkenbrücke               | Beton       | 8          | 453          | |
|      | Steg bei Egelsee (über den Chelenbach)            | Sennwald              |      | Fussgängerbrücke                                                                  | Balkenbrücke               | Stahl       | 5          | 449          | Übergang mit Holzboden ohne Geländer. |
|      | Äugstigriet-Brücke                                | Sennwald              |      | Strassenbrücke (zweispurig) mit abgetrenntem Fuss- und Veloweg                    | Balkenbrücke               | Beton       | 7          | 448          | Höchstgeschwindigkeit 80 km/h RTB-Buslinie 300 (Altstätten – Buchs) BOS-Buslinie 411 (Sennwald – Gams – Bendern) VLM-Buslinie 37 (Sennwald – Nendeln) Südwestlich befindet sich das national bedeutende Amphibienlaichgebiet Egelsee bei Bad Forstegg. Zwischen dem Rheintaler Binnenkanal und dem Werdenberger Binnenkanal befindet sich das Smaragd-Gebiet Galgenmaad-Schribersmaad.                                                                                   |
|      | Feldbüchelstrasse-Brücke                          | Sennwald              |      | Feldwegbrücke mit Rohrleitung an der Brückenwand                                  | Balkenbrücke               | Beton       | 7          | 444          | Dreiländerweg BeWegung-Begegnung |
|      | Sägengass-Brücke                                  | Sennwald              |      | Strassenbrücke (einspurig)                                                        | Balkenbrücke               | Beton       | 10         | 440          | Verbot für Lastwagen Veloland-Route 2 Rhein-Route (Etappe 4 Buchs (SG) – St. Margrethen) und Route 9 Seen-Route (Etappe 10 Buchs (SG) – Rorschach) Dreiländerweg BeWegung-Begegnung |
|      | Erlenstrasse-Brücke                               | Sennwald              |      | Strassenbrücke (einspurig)                                                        | Balkenbrücke               | Beton       | 13         | 433          | |
|      | Widdermoos-Brücke                                 | Sennwald              |      | Strassenbrücke (zweispurig)                                                       | Balkenbrücke               | Beton       | 13         | 430          | Mountainbike-Route 55 Wildmannli Bike (Etappe 2 Wildhaus – Altstätten) Skatingland-Route 62 Föhn Skate Wanderweg |
|      | Rohrträger-Übergang                               | Sennwald              |      | Rohrleitungsbrücke                                                                |                            | Stahl       | 15         | 430          | |
|      | Rütelistrasse-Brücke                              | Sennwald              |      | Strassenbrücke (zweispurig)                                                       | Balkenbrücke               | Beton       | 14         | 428          | |
|      | Schluch-Übergang                                  | Sennwald              |      | Feldwegübergang                                                                   | Bachdurchlass              | Stein       | 5          | 435          | |
|      | Schleusenschutzhütte                              | Lienz                 |      | Gebäude-«Brücke»                                                                  | Bachdurchlass              | Beton       | 4          | 428          | |
|      | Rillisdarnmschleuse-Brücke                        | Lienz                 |      | Feldwegbrücke                                                                     | Balkenbrücke               | Beton       | 10         | 428          | Die Brücke wurde 1903 erstellt. Mountainbike-Route 55 Wildmannli Bike (Etappe 2 Wildhaus – Altstätten) Veloland-Route 9 Seen-Route (Etappe 10 Buchs (SG) – Rorschach) Dreiländerweg BeWegung-Begegnung |
|      | Kraftwerk Lienz-Wehrsteg                          | Lienz                 |      | Wehrbrücke                                                                        | Balkenbrücke               | Stahl       | 12         | 428          | Der private Werkübergang ist mit einem abschliessbaren Metalltor versehen. Das Werk Lienz ist das oberste der drei Rheintaler Binnenkanalwerke. |
|      | Fachwerkbrücke Lienz                              | Lienz                 |      | Feldwegbrücke                                                                     | Fachwerkbrücke             | Stahl       | 20         | 424          | Verbot für Motorwagen und Motorräder: Land- und Forstwirtschaft, Jagd und Fischerei gestattet Die Brücke befindet sich unterhalb der Zollstrasse-Brücke. |
|      | Zollstrasse-Brücke                                | Lienz                 |      | Strassenbrücke (zweispurig) mit Trottoir                                          | Balkenbrücke               | Beton       | 230        | 424          | Die Brücke wurde in den 1970er-Jahren erstellt. Der Übergang wurde 2023 saniert und war vom Februar bis Oktober 2023 gesperrt. Höchstgeschwindigkeit 60 km/h Wanderland-Route 44 Appenzeller Weg (Etappe 1 Rankweil (A) – Appenzell) Dreiländerweg BeWegung-Begegnung Unterhalb der Brücke befindet sich eine Fachwerkbrücke. Das Bauwerk überquert auch die Bahnstrecke Chur–Rorschach und zwei Wanderwege.                                                             |
|      | Bahnhofstrasse-Brücke                             | Rüthi                 |      | Strassenbrücke (zweispurig) mit Trottoirs                                         | Balkenbrücke               | Beton       | 21         | 424          | Höchstgeschwindigkeit 50 km/h RTB-Buslinie 300 (Altstätten – Buchs) Wanderweg |
|      | Kirchweg-Brücke                                   | Rüthi                 |      | Fussgänger- und Velobrücke                                                        | Balkenbrücke               | Stahl Holz  | 18         | 424          | Die Brücke wurde 1999 erstellt. Metallpoller dienen als Durchfahrtssperre. |
|      | Büchelstrasse-Brücke                              | Rüthi                 |      | Strassenbrücke (zweispurig) mit Trottoirs und Fussgängerstreifen                  | Balkenbrücke               | Beton       | 21         | 423          | Kinder RTB-Buslinie 300 (Altstätten – Buchs) Skatingland-Route 1 Rhein Skate (Etappe 4 Buchs (SG) – St. Margrethen) Dreiländerweg BeWegung-Begegnung |
|      | Unterfurt-Brücke                                  | Rüthi                 |      | Feldwegbrücke                                                                     | Schrägseilbrücke           | Stahl       | 40         | 423          | Verbot für Tiere (Pferd) Verbot für Motorfahrräder: Land- und forstwirtschaftlicher Verkehr gestattet Wanderweg Betonpoller dienen als Durchfahrtssperre. |
|      | Wilsenbrücke (Industriestrasse)                   | Rüthi                 |      | Strassenbrücke (zweispurig) mit Trottoir                                          | Balkenbrücke               | Beton       | 23         | 423          | |
|      | Brücke bei Insel (west)                           | Rüthi                 |      | Feldwegbrücke                                                                     | Fachwerkbrücke             | Stahl       | 24         | 423          | Verbot für Motorwagen, Motorräder und Motorfahrräder: Land- und Forstwirtschaft, Jagd und Fischerei gestattet Leinenpflicht: Gilt im Gebiet In den Stöcken Wanderweg Übergang führt von der linken Kanalseite auf eine namenlose Insel. |
|      | Brücke bei Insel (ost)                            | Rüthi                 |      | Feldwegbrücke                                                                     | Fachwerkbrücke             | Stahl       | 20         | 423          | Verbot für Motorwagen, Motorräder und Motorfahrräder: Land- und Forstwirtschaft, Jagd und Fischerei gestattet Leinenpflicht: Gilt im Gebiet In den Stöcken Wanderweg Übergang führt von der rechten Kanalseite auf eine namenlose Insel. |
|      | SBB-Brücke                                        | Rüthi                 |      | Eisenbahnbrücke (eingleisig)                                                      | Bogenbrücke                | Stein       | 30         | 422          | Höchstgeschwindigkeit 125 km/h Bahnstrecke Chur–Rorschach Die Brücke überquert auch zwei Wanderwege. |
|      | Werkstrasse-Brücke                                | Oberriet              |      | Strassenbrücke (zweispurig) mit Trottoir                                          | Balkenbrücke               | Beton       | 30         | 422          | Die Brücke wurde zwischen 1989 und 1996 erstellt. Schleudergefahr Höchstgeschwindigkeit 80 km/h Wanderweg |
|      | Kraftwerk Blatten-Wehrsteg                        | Oberriet              |      | Wehrbrücke mit Treppe                                                             | Balkenbrücke               | Stahl       | 10         | 422          | Das Werk Blatten ist das mittlere der drei Rheintaler Binnenkanalwerke. |
|      | Brücke unterhalb Rheinstrasse                     | Oberriet              |      | Feldwegbrücke                                                                     | Bogenbrücke                | Stein       | 30         | 419          | Die Natursteinbogenbrücke wurde 1899 erstellt. Die Brücke befindet sich unterhalb der Rheinstrasse-Brücke. |
|      | Rheinstrasse-Brücke                               | Oberriet              |      | Strassenbrücke (zweispurig) mit Trottoirs                                         | Balkenbrücke               | Beton       | 90         | 419          | Die Brücke wurde in den 1960er-Jahren erstellt. Höchstgeschwindigkeit 80 km/h Velotal-Route Fünf Seen Tour Wanderweg Unterhalb der Brücke befindet sich eine Steinbogenbrücke. Das Bauwerk überquert auch die Bahnstrecke Chur–Rorschach und die Eichaustrasse. |
|      | Eichaustrasse-Brücke                              | Oberriet              |      | Strassenbrücke (zweispurig)                                                       | Balkenbrücke               | Beton       | 28         | 418          | Die Brücke wurde zwischen 1989 und 1996 erstellt. Höchstgeschwindigkeit 60 km/h |
|      | Bürgerheim Oberriet-Brücke (Feldhofstrasse)       | Oberriet              |      | Strassenbrücke (einspurig) mit Rohrleitung an der Brückenwand                     | Fachwerkbrücke             | Stahl       | 17         | 418          | Die Brücke wurde 1901 erstellt. Höchstgewicht 10 t |
|      | Bildstöcklibrücke                                 | Oberriet              |      | Strassenbrücke (einspurig)                                                        | Fachwerkbrücke             | Stahl       | 18         | 417          | Die Brücke wurde 1902 erstellt. Sie wurde im Dezember 2017 für den motorisierten Verkehr gesperrt. Höchstgewicht 10 t Metallpoller dienen als Durchfahrtssperre. |
|      | Brücke Oberriet – Montlingen                      | Oberriet – Montlingen |      | Strassenbrücke (zweispurig) mit Trottoir                                          | Balkenbrücke               | Beton       | 24         | 417          | Die Brücke wurde anfangs der 1980er-Jahre erstellt. Sie ersetzte eine Brücke von 1902. Höchstgeschwindigkeit 60 km/h RTB-Buslinie 332 (Altstätten – Oberriet) Wanderweg |
|      | Kirchwegsteg                                      | Oberriet – Montlingen |      | Feldwegbrücke                                                                     | Bogenbrücke                | Beton       | 24         | 417          | Die Brücke wurde 1901 erstellt. Fahrverbot für Motorwagen und Motorräder Skatingland-Route 1 Rhein Skate (Etappe 4 Buchs (SG) – St. Margrethen) Metallpoller dienen als Durchfahrtssperre. |
|      | Eden-Brücke (Hilpertstrasse)                      | Oberriet – Montlingen |      | Strassenbrücke (zweispurig) mit Rohrleitung an der Brückenwand                    | Fachwerkbrücke             | Stahl       | 21         | 417          | Die Brücke wurde 1901 erstellt. Höchstgeschwindigkeit 50 km/h Höchstgewicht 16 t Nordwestlich befindet sich das national bedeutende Amphibienlaichgebiet Alte Lehmgrube Hilpert. |
|      | Eden-Steg                                         | Oberriet – Montlingen |      | Fussgänger- und Velobrücke                                                        | Balkenbrücke               | Beton Stahl | 24         | 417          | Die Brücke wurde zwischen 2008 und 2014 erstellt. Velotal-Route Fünf Seen Tour |
|      | Rohrleitungsbrücke ARA                            | Oberriet – Montlingen |      | Rohrleitungsbrücke Fussgängerbrücke                                               | Balkenbrücke               | Stahl       | 20         | 417          | Die kombinierte Rohr- und Fussgängerbrücke wurde anfangs der 1980er-Jahre erstellt. |
|      | Kraftwerk Montlingen-Wehrsteg                     | Montlingen            |      | Wehrbrücke                                                                        | Balkenbrücke               | Stahl       | 10         | 417          | Hinweistafel: Das Betreten der Anlage ist für Unberechtigte verboten. Das Werk Montlingen ist die unterste Staustufe der drei Rheintaler Binnenkanalwerke. |
|      | Brücke Altstätten – Montlingen                    | Montlingen            |      | Strassenbrücke (zweispurig)                                                       | Bogenbrücke                | Stein       | 36         | 417          | Dem Gegenverkehr Vortritt lassen (Lastwagen und Traktore), Fahrtrichtung Montlingen Höchstgeschwindigkeit 60 km/h |
|      | Steg bei Altstätterstrasse                        | Montlingen            |      | Fussgängerbrücke                                                                  | Balkenbrücke               | Stahl Holz  | 30         | 417          | Die Brücke wurde zwischen 2008 und 2014 erstellt. |
|      | Ochsengasse-Brücke                                | Montlingen            |      | Strassenbrücke (einspurig)                                                        | Fachwerkbrücke             | Stahl       | 20         | 411          | Die Brücke wurde 1902 erstellt. Höchstgewicht 12 t Veloland-Route 35 Liechtensteiner Rheintalroute (Sargans – Altstätten) Velotal-Route Binnenkanal Tour Westlich befindet sich das Naturschutzgebiet Spitzmäder mit einem national bedeutenden Flachmoor und Amphibienlaichgebiet. Nordwestlich befindet sich das national bedeutende Amphibienlaichgebiet Banriet/Burst. Nordwestlich befinden sich die national bedeutenden Flachmoore Bannriet und Bannriet Nordost. |
|      | Steg bei Lindenmad                                | Montlingen            |      | Fussgängerbrücke                                                                  | Fachwerkbrücke             | Stahl       | 30         | 410          | Die Brücke wurde 1902 erstellt. Verbot für Tiere (Pferd) |
|      | Südstrasse-Brücke                                 | Kriessern             |      | Strassenbrücke (zweispurig) 68                                                    | Balkenbrücke               | Beton       | 23         | 409          | Die Brücke wurde zwischen 1996 und 2002 erstellt. Höchstgeschwindigkeit 80 km/h |
|      | Brücke Altstätten – Kriessern (Altstätterstrasse) | Kriessern             |      | Strassenbrücke (zweispurig) mit Fuss- und Veloweg                                 | Balkenbrücke               | Beton       | 30         | 407          | Die Brücke wurde 1902 erstellt. Höchstgeschwindigkeit 80 km/h RTB-Buslinie 332 (Altstätten – Oberriet) |
|      | Steg bei Lachen                                   | Kriessern             |      | Fussgängerbrücke                                                                  | Balkenbrücke               | Stahl       | 21         | 407          | Die Brücke wurde zwischen 1989 und 1996 erstellt. Verbot für Tiere (Pferd) Wanderweg |
|      | Brücke Rebstein – Kriessern                       | Kriessern             |      | Strassenbrücke (zweispurig)                                                       | Balkenbrücke               | Beton       | 28         | 407          | Die Brücke wurde 1902 erstellt. Höchstgeschwindigkeit 80 km/h |
|      | Brücke Balgach – Diepoldsau                       | Diepoldsau            |      | Strassenbrücke (zweispurig) mit Fuss- und Veloweg                                 | Balkenbrücke               | Beton       | 26         | 404          | Die Brücke wurde 1901 erstellt. Höchstgeschwindigkeit 80 km/h Velotal-Route Binnenkanal Tour |
|      | Sternenbrücke                                     | Diepoldsau            |      | Strassenbrücke (einspurig)                                                        | Balkenbrücke               | Beton       | 26         | 403          | Die Brücke wurde 2020 erstellt. Sie ersetzte eine Brücke von 1902. Höchstgewicht 19 t Veloland-Route 9 Seen-Route (Etappe 10 Buchs (SG) – Rorschach) Südlich befindet sich das Naturschutzgebiet Moosanger mit einem national bedeutenden Flachmoor und Amphibienlaichgebiet. |
|      | Sonnensteg                                        | Widnau                |      | Fussgänger- und Velobrücke                                                        | Bogenbrücke                | Holz        | 26         | 402          | Die offene Holzbrücke wurde 1989 erstellt. Sie wurde 2009 und 2021 saniert. Westlich befindet sich das national bedeutende Amphibienlaichgebiet Höchstern. |
|      | Postbrücke                                        | Widnau                |      | Strassenbrücke (zweispurig) mit Trottoirs, Fussgängerstreifen und Lichtanlage 445 | Balkenbrücke               | Beton       | 30         | 402          | Höchstgeschwindigkeit 50 km/h RTB-Buslinie 303 (Heerbrugg – Hohenems (A)) Bei der Brücke befindet sich die Messstation Rheintaler Binnenkanal – Widnau, Postbrücke (2101). |
|      | Neugassbrücke                                     | Widnau                |      | Strassenbrücke (zweispurig) mit Trottoirs                                         | Balkenbrücke               | Beton       | 28         | 402          | Die Brücke wurde 1947 erstellt. Höchstgeschwindigkeit 50 km/h |
|      | Gässelisteg                                       | Widnau                |      | Fussgänger- und Velobrücke                                                        | Bogenbrücke                | Holz        | 26         | 401          | Die offene Holzbrücke wurde 1989 erstellt. Sie wurde 2009 und 2021 saniert. |
|      | Girlenbrücke (Rheinstrasse)                       | Widnau                |      | Strassenbrücke (zweispurig) mit Trottoirs                                         | Balkenbrücke               | Beton       | 26         | 401          | Die Brücke wurde 1902 erstellt. Höchstgeschwindigkeit 50 km/h RTB-Buslinie 351 (Heerbrugg – Dornbirn (A)) |
|      | Steg bei Unterdorf                                | Widnau                |      | Fussgänger- und Velobrücke                                                        | Bogenbrücke                | Holz        | 25         | 401          | Die Brücke wurde zwischen 2008 und 2014 erstellt. |
|      | Gleisbrücke Viscose                               | Widnau                |      | Eisenbahnbrücke (eingleisig)                                                      | Fachwerkbrücke             | Stahl       | 25         | 401          | Die Brücke wurde zwischen 1925 und 1928 erstellt. Allgemeines Fahrverbot Verbot für Fussgänger Anschlussgleis vom Bahnhof Heerbrugg zum Industriegebiet Letten. |
|      | Nöllenbrücke                                      | Widnau                |      | Fussgänger- und Velobrücke                                                        | Gedeckte Brücke            | Holz        | 26         | 401          | Die ehemalige Strassenbrücke wurde 1912 erstellt. Sie ist Teil der 1910 abgebrochenen Rheinbrücke Widnau von 1870. Fahrverbot für Motorwagen und Motorräder Wanderweg Metallpoller dienen als Durchfahrtssperre. |
|      | Espenstrasse-Brücke                               | Widnau                |      | Strassenbrücke (zweispurig)                                                       | Balkenbrücke               | Beton       | 30         | 401          | Die Brücke wurde 2004 erstellt. Höchstgeschwindigkeit 60 km/h Das Bauwerk überquert auch einen Feldweg. |
|      | Kanalbrücke Oberfar                               | Au                    |      | Strassenbrücke (zweispurig) mit Trottoirs                                         | Balkenbrücke               | Beton       | 31         | 400          | Die Brücke wurde 1902 erstellt. Höchstgeschwindigkeit 80 km/h Wanderweg |
|      | Nollenhorn-Brücke                                 | Au                    |      | Fussgänger- und Velobrücke                                                        | Fachwerkbrücke             | Stahl       | 31         | 400          | Die Brücke wurde 1902 erstellt. Wanderweg |
|      | Rohrträger-Brücke                                 | Au                    |      | Rohrleitungsbrücke                                                                | Fachwerkbrücke             | Stahl       | 30         | 400          | |
|      | Dammbrücke A13-Zufahrt Au (Zollstrasse)           | Au                    |      | Strassenbrücke (dreispurig) mit Trottoirs 435                                     | Balkenbrücke               | Beton       | 75         | 400          | Die Brücke wurde in den 1950er-Jahren erstellt. Höchstgeschwindigkeit 80 km/h Das Bauwerk überquert auch die Bahnstrecke Chur–Rorschach und ein Feldweg. |
|      | Brücke beim Bahnhof Au (Rheinstrasse)             | Au                    |      | Strassenbrücke (zweispurig)                                                       | Bogenbrücke Fachwerkbrücke | Stahl       | 36         | 400          | Die Brücke wurde 1902 erstellt. Höchstgewicht 7 t Skatingland-Route 62 Föhn Skate Während des Zweiten Weltkriegs wurde an der Brücke von der Schweizer Armee ein Sprengobjekt angebracht. |
|      | Pumpwerk-Dienststeg                               | St. Margrethen        |      | Fussgängerbrücke                                                                  | Balkenbrücke               | Stahl       | 31,5       | 399          | Der neue Dienststeg der Wasserversorgung St. Margrethen-Rheineck wurde 2017 erstellt. Er ersetzte den alten Dienststeg von 1939. Der Steg sichert die Zugänglichkeit zu den Brunnen im Rheinvorland und zum Viadukt. |
|      | A13-Brücke                                        | St. Margrethen        |      | Autobahnbrücke (vierspurig) mit Pannenstreifen                                    | Hohlkastenbrücke           | Beton       | 150        | 399          | Die A13 zwischen St. Margrethen und Oberriet wurde 1964 eröffnet. Höchstgeschwindigkeit 120 km/h |
|      | ÖBB-Brücke                                        | St. Margrethen        |      | Eisenbahnbrücke (eingleisig)                                                      | Balkenbrücke               | Beton       | 50         | 399          | Höchstgeschwindigkeit 90 km/h Bahnstrecke St. Margrethen–Lauterach |
|      | Strandbadstrasse-Brücke                           | St. Margrethen        |      | Strassenbrücke (zweispurig)                                                       | Balkenbrücke               | Beton       | 38         | 399          | Badebetrieb: Zufahrt zum Strandbad und Camping Bruggerhorn. Höchstgeschwindigkeit 50 km/h Höchstgewicht 38 t Veloland-Route 2 Rhein-Route (Etappe 4 Buchs (SG) – St. Margrethen und Etappe 5 St. Margrethen – Kreuzlingen) Skatingland-Route 1 Rhein Skate (Etappe 4 Buchs (SG) – St. Margrethen) Flussaufwärts auf der rechten Flussseite befindet sich die hydrometrische Messstation Rheintaler Binnenkanal – St. Margrethen (2139) vom Bundesamt für Umwelt (BAFU).  |
|      | Brücke beim Bruggerhorn                           | St. Margrethen        |      | Strassenbrücke (ehemalig)                                                         | Balkenbrücke               | Stahl       | 35         | 398          | Die Stahlbrücke beim Bruggerhorn wurde zwischen 1945 und 1957 erstellt. Sie wurde im November 2018 abgebrochen. |
|      | Werkleitungs-Brücke                               | St. Margrethen        |      | Rohrleitungsbrücke                                                                | Bogenbrücke                | Stahl       | 30         | 398          | |